# Marathon de Londres 2011
Navigation
2010 2012
Le Marathon de Londres de 2011 est la 31e édition du Marathon de Londres au Royaume-Uni qui a eu lieu le dimanche 17 avril 2011. C'est le deuxième des World Marathon Majors à avoir lieu en 2011 après le Marathon de Boston. Le Kényan Emmanuel Mutai remporte la course masculine avec un temps de 2 h 4 min 40 s, signant un nouveau record de l'épreuve. Sa compatriote Mary Keitany s'impose chez les femmes en 2 h 19 min 19 s.

## Résultats

### Hommes
| Rang | Athlète                   | Nationalité | Temps                |
| ---- | ------------------------- | ----------- | -------------------- |
|      | Emmanuel Mutai            | Kenya       | 2 h 04 min 40 s (CR) |
|      | Martin Lel                | Kenya       | 2 h 05 min 45 s      |
|      | Patrick Makau             | Kenya       | 2 h 05 min 45 s      |
| 4    | Marílson Gomes dos Santos | Brésil      | 2 h 06 min 34 s      |
| 5    | Tsegaye Kebede            | Éthiopie    | 2 h 07 min 48 s      |
| 6    | Jaouad Gharib             | Maroc       | 2 h 08 min 26 s      |
| 7    | Abderrahime Bouramdane    | Maroc       | 2 h 08 min 42 s      |
| 8    | Dmitriy Safronov          | Russie      | 2 h 09 min 35 s      |
| 9    | Ser-od Bat-ochir          | Mongolie    | 2 h 11 min 35 s (NR) |
| 10   | Michael Shelley           | Australie   | 2 h 11 min 38 s      |

### Femmes
| Rang | Athlète           | Nationalité | Temps                |
| ---- | ----------------- | ----------- | -------------------- |
|      | Mary Keitany      | Kenya       | 2 h 19 min 19 s      |
|      | Liliya Shobukhova | Russie      | 2 h 20 min 15 s (NR) |
|      | Edna Kiplagat     | Kenya       | 2 h 20 min 46 s      |
| 4    | Bezunesh Bekele   | Éthiopie    | 2 h 23 min 42 s      |
| 5    | Atsede Baysa      | Éthiopie    | 2 h 23 min 50 s      |
| 6    | Yukiko Akaba      | Japon       | 2 h 24 min 09 s      |
| 7    | Irina Mikitenko   | Allemagne   | 2 h 24 min 24 s      |
| 8    | Jéssica Augusto   | Portugal    | 2 h 24 min 33 s      |
| 9    | Aberu Kebede      | Éthiopie    | 2 h 24 min 34 s      |
| 10   | Mariya Konovalova | Russie      | 2 h 25 min 18 s      |

### Fauteuils roulants (hommes)
| Rang | Athlète         | Nationalité | Temps           |
| ---- | --------------- | ----------- | --------------- |
|      | David Weir      | Royaume-Uni | 1 h 30 min 05 s |
|      | Heinz Frei      | Suisse      | 1 h 30 min 07 s |
|      | Tomasz Hamerlak | Pologne     | 1 h 30 min 54 s |

### Fauteuils roulants (femmes)
| Rang | Athlète        | Nationalité | Temps                |
| ---- | -------------- | ----------- | -------------------- |
|      | Amanda McGrory | États-Unis  | 1 h 46 min 31 s (CR) |
|      | Shelly Woods   | Royaume-Uni | 1 h 46 min 31 s      |
|      | Sandra Graf    | Suisse      | 1 h 46 min 33 s      |